# Diclorofosfato de etila
Diclorofosfato de etila é o composto orgânico de fórmula química C2H5O2PCl2, fórmula linear C2H5OP(O)Cl2 e massa molecular 162,94. Apresenta ponto de ebulição de 60-65 °C a 10 mmHg e densidade de 1,373 g/mL a 25 °C. É classificado com o número CAS 1498-51-7, número EC 216-099-0, número MDL MFCD00002069 e PubChem Substance ID 24894467.